# Lei Áurea

Lei Áurea (portugisiska: [ˈlej ˈawɾjɐ]), Gyllene lagen, var den lag antagen 13 maj 1888 som förbjöd slaveriet i Brasilien.
Lagen efterföljde Rio Branco-lagen från 28 september 1871, vilken befriat alla barn till föräldrar som var slavar, och Saraiva-Cotegipe-lagen från 28 september 1885, vilken befriade alla slavar från 60-årsdagen.
Lei Áurea hade bara två artiklar:
Artikel 1: Från denna dag är slaveriet officiellt avskaffat i Brasilien.
Artikel 2: Alla dispositioner om motsatsen upphävs.